# Сурис
Сурис (на английски: Souris River) в Канада, или Маус (Mouse) в САЩ, е река в Северна Америка – в Канада (провинции Саскачеван и Манитоба) и в САЩ (щата Северна Дакота).
Тя е десен приток на река Асинибойн, от системата на река Нелсън. С дължина от 720 км заема 38-о място сред реките на Канада.
Река Сурис извира на 80 км югоизточно от град Риджайна, административния център на провинция Саскачеван. Тече на югоизток, минава през градовете Уейбърн и Естеван, където отдясно в нея се влива река Лонг Крийк и завива на изток. При град Оксбоу приема отляво река Мус Маунтин, отново завива на югоизток и навлиза в САЩ, щата Северна Дакота. Преминава през язовира Дарлинг, град Майнът (най-големия по течението), завива на изток, след това на североизток и накрая на северозапад и отново се връща на територията на Канада, но вече в провинция Манитоба. Приема отляво притоците си Антлер и Гейнсбъро Крийк, завива на североизток и на 34 км югоизточно от град Брандън се влива отдясно в река Асинибойн, на 331 м н.в.
Площта на водосборния басейн на реката е 61 124 km2, от които в Канада са 39 724 km2, а в САЩ – 21 400 km2. Водосборният басейн на Сурис представлява 33,6% от водосборния басейн на река Асинибойн. Басейнът ѝ обхваща части от две канадски провинции – Саскачеван (югоизточната част) и Манитоба (югозападната част) и малка част (на север до границата с Канада) на американския щат Северна Дакота.
По-големи притоци на река Асинибойн са:
- леви – Мус Маунтин, Дийп, Антлер, Гейнсбъро Крийк;
- десни – Лонг Крийк, Де Лак, Уинтъринг.

Максималният отток на реката е през май, а минималния през март. Има дъждовно-снегово подхранване. От началото на декември до началото на април река Асинибойн замръзва.
По-големи градове по течението на Сурис са:
Уейбърн (10 484 души), Саскачеван
Естеван (11 034 души), Саскачеван
Оксбоу (1285 души), Саскачеван
Бърлингтън (1060 души), Саскачеван
Майнът (42 4854 души, най-големия град по течението), Северна Дакота
Велва (1084 души), Северна Дакота
Мелита (1051 души), Манитоба
Сурис (1837 души), Манитоба
Цялото долно и част от средното течение на река Сурис е открито през 1738 г. от известния френски търговец на ценни животински кожи по онова време в Северна Америка Пиер Готие Варен дьо ла Верандри, който заедно със синовете си Луи Жозеф и Пиер се изкачва по течението на реката до днешния град Майнът, пресича нисък вододел и достига на юг до река Мисури.